# 楊怡真
楊怡真（1992年4月4日—），台灣女子排球運動員，位置為舉球員。2012年加盟企業排球聯賽女子組中國人纖隊，在隊上四年間皆獲得企業女排年度最佳舉球員。2018年加盟義超女排聯賽Lardini Filottrano隊，季中因傷返台。

## 球員生涯
楊怡真國小及就讀台南學甲國中時加入了排球隊並在隊中擔任自由球員，國中後期一度擔任過主攻手，到上了枋寮高中教練黃國豪決定讓她由自由球員轉練舉球員。楊怡真轉型舉球員之初一度因沒有舉球概念而萌生放棄的想法，甚至也曾在高中排球聯賽表現佳而自責，然而藉由努力的訓練與教練的鼓勵，楊怡真成功的勝任舉球員一職而且更贏得高中排球聯賽女子組的年度最佳舉球員。
她於2012年加盟企業排球聯賽女子組中國人纖隊且在企排9年、企排10年、企排11年及企排12年皆贏得女子組年度最佳舉球員。
雖然她自台北世大運、2017年中華民國全國運動會後因課業和到母校枋寮高中擔任實習老師而沒有出現在企業女排的賽場上，不過於隔年8月便透過中華女排前總教練費德雷哥（Federico Rampazzo）加盟義超女排聯賽Filottrano LARDINI隊。楊怡真加盟義超後，在賽季中期因傷返回台灣治療、休養。
2019年，加盟企業排球聯賽極速超跑，在該賽季楊怡真在聯賽第三循環獲選最佳舉球員，球隊亦闖進冠軍戰，最終極速超跑以兩戰皆三比一的敗於台電女排，獲得亞軍。